# AnyDesk
AnyDesk es  un programa de software de escritorio remoto desarrollado por  AnyDesk Software GmbH en Stuttgart, Alemania. Provee acceso remoto bidireccional entre computadoras personales y está disponible para todos los sistemas operativos comunes. El software ha estado en desarrollo activo desde 2012.

## Características
Características incluyen,, entre otras:
- Acceso remoto bidireccional entre Windows, macOS, Linux y FreeBSD
- acceso unidireccional desde las plataformas móviles Android y iOS[2]
- protocolo seguro TLS-1.2[3]
- transferencia de archivos
- chat cliente a cliente
- integración portapapeles
- REST API
- registro de sesiones
- alias de cliente personalizado
- acceso desatendido a dispositivos Android (5+

## Historia de la  compañía
AnyDesk Software GmbH fue fundado en 2014 por ex empleados de TeamViewer.